# Ben Shneiderman
Ben Shneiderman   (Nova York, 21 d'agost de 1947) és un informàtic nord-americà. La seva investigació principal està relacionada amb la Interacció Persona-ordinador. Seves són per exemple les 8 regles d'or del disseny.

## Biografia
Shneiderman és catedràtic d'Informàtica a l'Human-Computer Interaction Laboratory a la Universitat de Maryland a College Park. Es va graduar al Bronx High School of Science; es va llicenciar en Matemàtiques/Física al City College of New York el 1968, i va començar a estudiar a l'State University of New York at Stony Brook, on es va llicenciar en Informàtica el 1972 i es va doctorar el 1973.

## Contribucions principals
A més de la seva important contribució al disseny d'interfícies d'usuari, Shneiderman és conegut per la coinvenció (juntament amb Isaac Nassi) dels diagrames de Nassi-Shneiderman, una representació gràfica del disseny de programari estructurat.
Definí així mateix la Usabilitat Universal (Universal Usability) per sol·licitar més atenció a la diversitat d'usuaris, llenguatges, cultures, mides de pantalla, velocitat de les xarxes i plataformes tecnològiques implicades en el disseny d'interfícies d'usuari.
En els primers estudis sobre programació, va fer experiments que suggereixen que els diagrames de flux no són útils per escriure, entendre o modificar programes d'ordinador. El 1997 va ser elegit com a acadèmic de l'Association for Computing Machinery (ACM). És així mateix Doctor Honoris Causa per la Universitat de Guelph (Canadà) i per la Universitat de Castella-la Manxa (Espanya).
El seu treball més important en els últims anys ha estat en la visualització de dades, creant els Mapes amb estructures d'arbre o treemaps per a l'accés a dades de tipus jeràrquic. Exemples d'estructures d'arbre implementats inclouen Spotfire, Tableau Software, QlikView, SAS i Microsoft Excel. Ha desenvolupat així mateix cursors per a consultes dinàmiques amb múltiples gràfics coordinats que són els components principals de Spotfire, adquirit per TIBCO el 2007. El seu treball va continuar amb eines visuals d'anàlisi per a sèries temporals de dades, TimeSearcher, dades multidimensionals, Hierarchical Clustering Explorer, i dades extretes de xarxes socials, SocialAction.